# Iñigo Sarasola
Iñigo Sarasola Laskurain es un exfutbolista español nacido el 10 de junio de 1987 en Villabona, Guipúzcoa. 

## Trayectoria
Llegó a la Real procedente del Billabona. Debutó con la Real Sociedad B el 26 de agosto de 2006 en el partido Lemona 0 Real Sociedad B 1. En total ha jugado 68 partidos con la Real Sociedad B en los que ha marcado 2 goles. Debutó con la Real Sociedad el 25 de agosto de 2007 en el partido Real Sociedad 0 Castellón 2. En total ha jugado 6 partidos con la Real Sociedad. En julio de 2011, tras volver de una cesión en el Real Unión se rescinde su contrato.
En julio de 2012 firma por el club esloveno del NK Olimpija Ljubljana, tras disputar 9 encuentros de liga y 1 de clasificación de Europa League abandona el club.
Se retiró del fútbol en enero de 2013.

## Clubes
- 2006-09 Real Sociedad B
- 2009-10 Real Sociedad
- 2010-2011 Real Union (cesión)
- 2011-2012 SD Beasáin
- 2012-2013 Olimpija Ljubljana